# Džana Pinjo
Džana Pinjo (* 7. April 1982 in Sarajevo) ist eine bosnische Schauspielerin.

## Leben
Während des Bosnienkriegs lebte Pinjo in Visoko. Sie absolvierte die Akademie der darstellenden Künste in Sarajevo und hat in diversen Theaterstücken, Filmen und Serien mitgespielt, darunter die Aufführung von William Shakespeares Othello und Anton Pawlowitsch Tschechows Der Kirschgarten. Derzeit unterrichtet sie an der Akademie in der Abteilung für Dramen.

## Filmografie
Film
- 2002: 11′09″01 – September 11
- 2011: In the Land of Blood and Honey
- 2012: Slatko od dunja
- 2017: Ništa, samo vjetar

Fernsehen
- 2005: Crna hronika
- 2005: Naša mala klinika
- 2008: Pečat
- 2014–2016: Lud, zbunjen, normalan (Fernsehserie)